# Bornscheid
Bornscheid ist ein Ortsteil der Gemeinde Ruppichteroth im Rhein-Sieg-Kreis in Nordrhein-Westfalen.

## Lage
Bornscheid liegt in 240 m ü. NHN an der Wasserscheide des Nutscheid. In der Umgebung des Dorfes entspringen der Bornscheider Bach, der Wingenbach und der Ottersbach. Nachbarorte sind die nördlich gelegenen Orte Oberlückerath und Niederlückerath, sowie etwas entfernt südlich Rankenhohn und östlich Wingenbach.

## Einwohner
1396 wird in einer Urkunde des Cassiusstiftes Bonn ein Henne Nuwe genannt.
In der Huldigungsliste von 1666 sind als Haushaltsvorstände nur Alberdt Schmitz und Rorich Decker verzeichnet.
1809 hatte der Ort 85 katholische Einwohner.
Anfang des 20. Jahrhunderts gab es hier die folgenden Haushalte:

### 1901
Ackerer Joh. Ahr, Zimmermeister Joh. Ahr, Bäcker Joh. Peter Balensiefer, Ackerin Wwe. Peter Wilhelm Krämer, Ackerer Heinrich Löbach, Näherin Catharina Müller, Ackerin Wwe. Christian Müller, Ackerer Peter Josef Müller, Ackerin Wwe. Peter Olbertz, Ackerin Wwe. Franz Peter Ottersbach, Ackerer Josef Ottersbach, Geschäftsmann Josef Reinhardt, Hausierer H. Rotscheroth, Kalkbrenner Joh. F. Schmitt, die Familien Stommel: Ackerer Heinrich, Ackerer Josef, Ackerin Wwe. Peter Josef und Ackerin Wwe. Peter sowie Kalkbrenner Bartolomäus Winkels und Wirt Philipp Winkels (124 Einw.).

### 1910
Ackerer Joh. Ahr, Zimmermann Joh. Ahr, Tagelöhner Wilhelm Ahr, Fabrikarbeiter Wilhelm Ahr, Bäckermeister Wilhelm Berger, Maurergeselle Heinrich Happ, Fabrikarbeiter Wilhelm Löbach, Fabrikarbeiter Bertram Olbertz, Zimmermann Joh. Olbertz, Fabrikarbeiter Matthias Olbertz, Handelsmann Josef Ottersbach, Fabrikarbeiter Josef Roth, Hausierer Heinrich Rottscherath, Ackerer Joh. Franz Schmidt, Ackerer Heinrich Stommel, Tagelöhner Heinrich Stommel, Ackerer Josef Stommel, Ackerin Witwe Peter Stommel, Tagelöhner Friedrich Stricker, Kalkbrenner Bartel Winkels und den Gastwirt Philipp Winkels. Es waren somit nur noch fünf der 21 Haushalte vollerwerblich mit eigener Landwirtschaft versorgt.